# Уомак, Брайан Хомер
Брайан Хомер Уомак (англ. Bryant Homer Womack) (12 мая 1931 — 12 марта 1952) — солдат армии США, участник Корейской войны. Был награждён посмертно медалью Почёта за свои действия 12 марта 1952. В его честь был назван медицинский центр армии в Форт-Брэгге, штат Северная Каролина.

## Биография
Родился и вырос в Милл-Спрингс, округ Полк, штат Северная Каролина. Сын Джорджа и Джули Уомак. У него были три брата и сестра. Он вырос, работая батраком на ферме, а летом собирал персики. Увлекался охотой, рыбалкой и катанием на велосипеде.
.
В 1950 Уомак вступил в ряды армии США и был отправлен в Корею, будучи рядовым первого класса роты медиков 14-го пехотного полка 25-й пехотной дивизии. В ходе перестрелки 12 марта 1952 близ Соксо-ри его часть понесла тяжёлые потери. Уомак вышел под вражеский огонь, чтобы помочь раненым солдатам. Будучи раненым, он отказался от медицинской помощи, и продолжать оказывать помощь другим. Он был последним солдатом, отступившим с поля боя, и вскоре после сражения умер от ран. На следующий год 12 января 1953 он был награждён медалью Почёта.
Ко времени смерти ему было 20 лет. Он был похоронен на кладбище Ливанской методистской церкви в своём родном городе Мил-спрингс.

## Наградная запись к медали Почёта
Ранг и часть: рядовой первого класса армии США роты медиков 14-го пехотного полка 25-й пехотной дивизии
Место и дата: близ Соксо-ри, Корея, 12 марта 1952
Поступил на службу из: Мил-спрингс, Северная Каролина. Место рождения: Мил-спрингс, Северная Каролина
G.O. No.: 5, 12 января 1953
Запись
Рядовой Уомак отличился благодаря видной доблести и отваге, выполняя долг в бою с врагом. Рядовой Уомак был единственным медиком в составе ночного боевого патруля, который при неожиданном соприкосновении с превосходящим по численности противником понёс большие потери. Рядовой Уомак немедленно приступил к оказанию помощи несмотря на то что находился под разрушительным градом неприятельского огня в ходе чего получил серьёзное ранение. Отказавшись от медицинской помощи для себя он продолжал передвигаться среди товарищей руководя процессом оказания помощи. Когда он помогал одному из своих товарищей он получил новое ранение от вражеского миномётного обстрела, потеряв на этот раз правую руку. Хотя он осознавал что будет если ему немедленно не окажут медицинской помощи, он опять отказался от помощи и настоял чтобы всё было сделано для других раненых. Хотя он не мог выполнять задачу самостоятельно он оставался на поле боя и руководил другими солдатами объясняя им методы оказания первой медицинской помощи. Он отступил последним с поля боя и шёл, пока не упал обессилев от потери крови и через несколько минут скончался, пока его несли товарищи. Своим исключительным героизмом, незаурядным мужеством и непоколебимой преданностью к своим обязанностям рядовой Уомак заслужил высочайшую честь и поддержал почитаемые традиции американской армии.
Оригинальный текст (англ.)
Rank and organization: Private First Class, U.S. Army, Medical Company, 14th Infantry Regiment, 25th Infantry Division
Place and date: Near Sokso-ri, Korea, March 12, 1952
Entered service at: Mill Springs, N.C. Birth: Mill Springs, North Carolina
G.O. No.: 5, January 12, 1953.
Citation
Pfc. Womack distinguished himself by conspicuous gallantry above and beyond the call of duty in action against the enemy. Pfc. Womack was the only medical aid man attached to a night combat patrol when sudden contact with a numerically superior enemy produced numerous casualties. Pfc. Womack went immediately to their aid, although this necessitated exposing himself to a devastating hail of enemy fire, during which he was seriously wounded. Refusing medical aid for himself, he continued moving among his comrades to administer aid. While he was aiding 1 man, he was again struck by enemy mortar fire, this time suffering the loss of his right arm. Although he knew the consequences should immediate aid not be administered, he still refused aid and insisted that all efforts be made for the benefit of others that were wounded. Although unable to perform the task himself, he remained on the scene and directed others in first aid techniques. The last man to withdraw, he walked until he collapsed from loss of blood, and died a few minutes later while being carried by his comrades. The extraordinary heroism, outstanding courage, and unswerving devotion to his duties displayed by Pfc. Womack reflect the utmost distinction upon himself and uphold the esteemed traditions of the U.S. Army
— 

## Награды
- Медаль Почёта
- Медаль Пурпурное сердце